# Rotsbehangersbij
De rotsbehangersbij (Megachile pilidens) is een vliesvleugelig insect uit de familie Megachilidae. De wetenschappelijke naam van de soort is voor het eerst geldig gepubliceerd in 1924 door Alfken.